# Брута
Брута (англ. Brutha) — персонаж вымышленной вселенной Плоского мира в серии книг Терри Пратчетта. Восьмой пророк Омнианской религии, чье появление было предсказано в Священной книгой омнианства «Семикнижие» семью избранными Омом пророками.

## Описание
Брута воспитывался истово верующей и богобоязненной бабушкой. Она знала наизусть все псалмы и проповеди и с устрашающей эффективностью организовывала бригады по очистке святилищ, полировке статуй и забрасыванию камнями подозреваемых в распутстве девиц. Брута вырос с твердым знанием о Великом Боге Оме. Он рос, зная, что глаза Ома неотрывно следят за ним, особенно в местах уединения, типа туалета; что демоны окружают его со всех сторон, и лишь сила его веры и тяжелая бабушкина клюка, стоявшая за дверью в тех редких случаях, когда не использовалась, удерживают их на расстоянии. Он мог прочитать наизусть любую строку из любой из семи Книг Пророков и каждую Заповедь. Он знал все Законы и все Песни. Добрый, щедрый и исполнительный от природы, он словно был отмечен самими Роком в качестве подходящей кандидатуры на роль пророка.
До двенадцати лет Брута не покидал родную деревню. Затем он поступил в Цитадель Кома послушником. Он не умел ни читать, ни писать, однако у него была абсолютная память, позволяющая ему воспроизводить на бумаге любой текст, на который он кидал мимолетный взгляд. Во время событий книги «Мелкие боги» ему было около семнадцати лет. Это был толстый, неуклюжий молодой человек с большим красным, добродушным лицом. Его тело напоминало бочонок, а руки походили на окорок. Остальные послушники прозвали его Тупым Быком. Его наставник брат Нюмрод поручал ему работать в саду. По особому разрешению ему также было позволено не посещать уроки хорового пения. Брат Прептил, наставник по музыке, описывал голос Бруты как наводящий на мысль о разочарованном стервятнике, опоздавшему к останкам пони.
Как оказалось, Брута остался единственным человеком, по-настоящему верящим в Великого бога Ома. Когда Ом оказался заключенным в форму черепахи, Брута благодаря своей тихой и непоколебимое вере смог услышать глас божий. Необыкновенная память Бруты привлекла внимание дьякона Ворбиса, который взял его с собой на дипломатическую миссию в Эфеб. В Эфебе Брута познакомился с философами Дидактилосом и его племянником и впервые в жизни усомнился в истинности учения Ома. Он фактически спас от уничтожения книги из библиотеки Эфебa, проглядев и запомнив почти все её содержание. После пожара библиотеки и побега с опальным философом Дидактилосом Брута оказался в пустыне, где он нашел выжившего в кораблекрушении Ворбиса. Брута пронес его через всю пустыню в Омнию, несмотря на требования Ома бросить его и осознание того, что Ворбис — человек опасный. Ворбис произвел Бруту в архиепископы, но позже приказал его казнить. Бог Ом в форме черепахи спас его, обставив все таким образом, что собравшиеся на казнь тысячи омниан заново поверили в своего бога. Обретя веру, Ом обрел и былую силу. Он назначил Бруту главой омнианской церкви — сенобриахом, и назвал его Пророком пророков. Брута ввел в Омнии подобие конституционной религии и сделал омнианство одной из самых терпимых религий Плоского Мира. Он прожил еще сто лет и умер во время завтрака. После смерти он совершил еще одно деяние, достойное упоминания — провел Ворбиса через черную пустыню загробного мира, которую тот страшился пересечь в одиночестве.